# Marcelin-Laurent-Marie Burin des Roziers
Pour les autres membres de la famille, voir Famille Burin des Roziers.
Pour les articles homonymes, voir Burin (homonymie) et Roziers.
Marcelin-Laurent-Marie Burin des Roziers, né à Issoire le 28 mars 1812 et mort à Issoire le 4 décembre 1875, est un magistrat et homme politique français.

## Biographie
Fils de Joseph Burin des Roziers, ancien conseiller général du Puy-de-Dôme, il entra dans la magistrature et fut tour à tour substitut et juge d'instruction à Issoire, procureur de la république à Thiers et à Clermont-Ferrand, puis conseiller (1852) à la Cour d'appel de Riom.
Tout dévoué au gouvernement impérial, Burin des Roziers reçut, en 1864, la décoration de la Légion d'honneur. Puis, le 24 mai 1869, il accepta la candidature officielle au Corps législatif dans la 2e circonscription du Puy-de-Dôme, longtemps représentée par le Charles de Morny, et fut élu par 16,169 voix sur 28,993 votants et 34,730 inscrits, contre 12,721 accordées au député sortant, Girot-Pouzol, de l'opposition. 
Burin des Roziers vota avec la majorité dynastique, notamment, pour la déclaration de guerre à la Prusse, et rentra au barreau d'Issoire après le 4 septembre 1870. Il avait été admis à la retraite, comme conseiller à la Cour de Riom, le 4 mars 1870.

## Pour approfondir